# PSMS Medan
Persatuan Sepakbola Medan dan Sekitarnya (englisch „Football Unity of Medan and Its Surrounding“), kurz PSMS, ist ein Fußballverein aus Medan, Indonesien. Aktuell spielt der Verein in der höchsten indonesischen Liga, der Liga 1. Gegründet wurde der Verein am 21. April 1950. Das Logo des Vereins ziert eine Tabakpflanze, da die Region um Medan berühmt für ihre Tabakplantagen ist.

## Vereinserfolge
- Indonesischer Meister:
1967, 1971, 1975, 1983, 1985[1]
Vizemeister: 1954, 1957, 1992, 2007

- Bang Yos Gold Cup:
2005, 2006

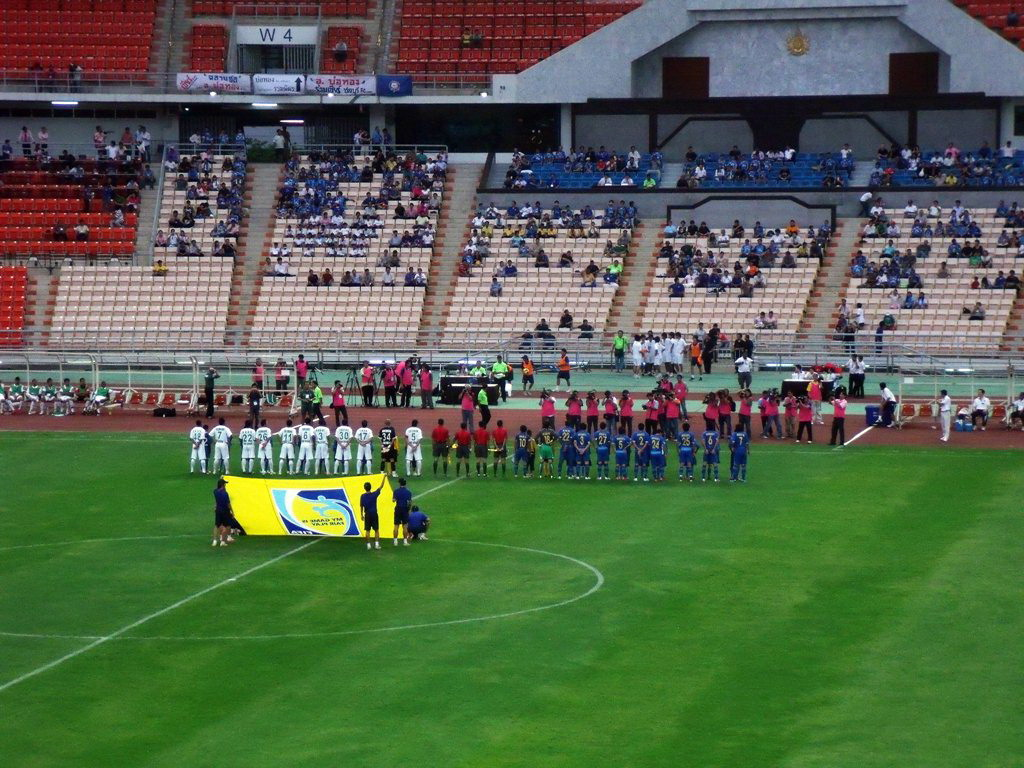
AFC Cup Gruppenspiel 2009
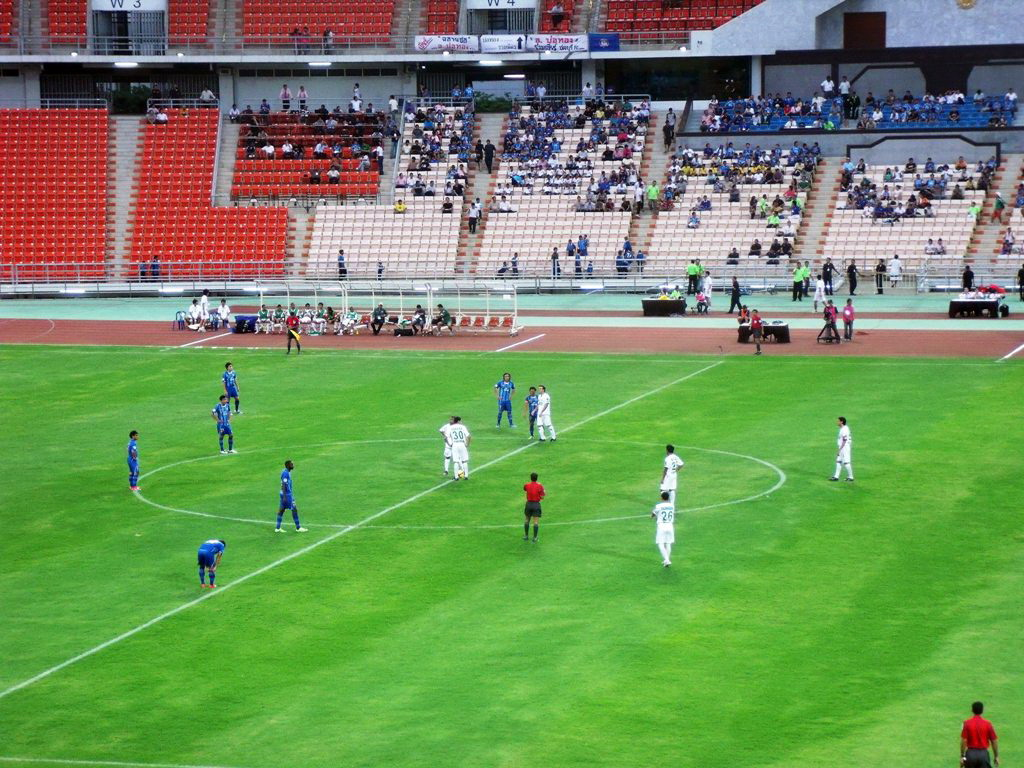
AFC Cup Gruppenspiel 2009
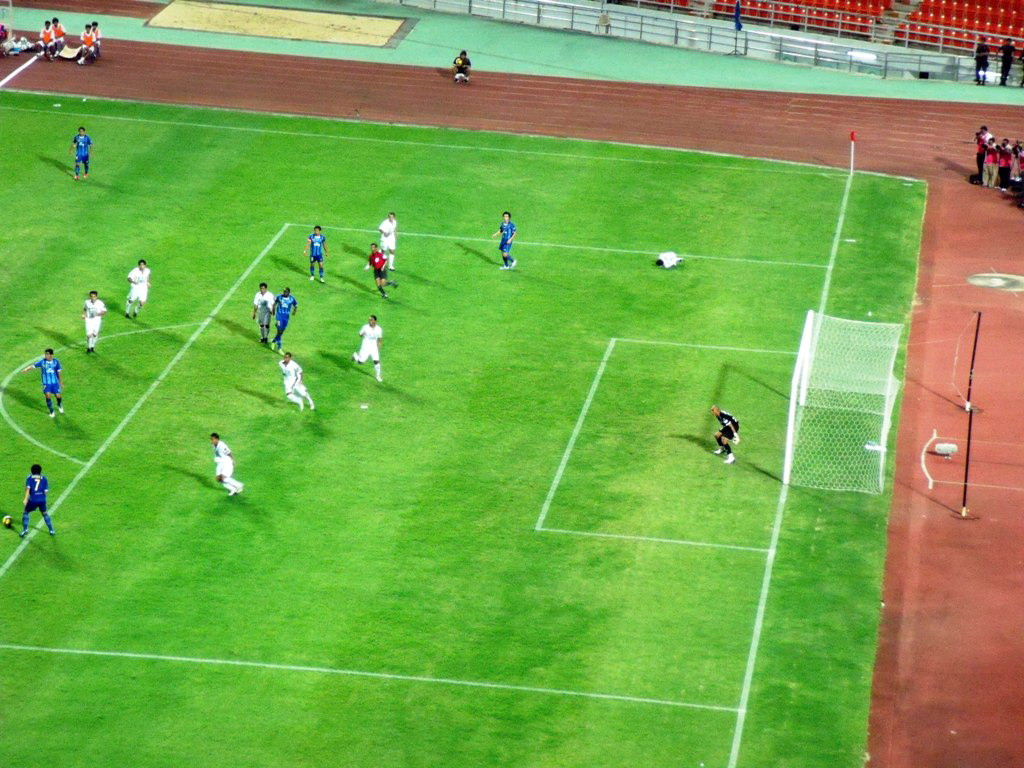
AFC Cup Gruppenspiel 2009

## Erläuterungen/Einzelnachweise
1. ↑  rsssf.org: Liste der Meister Indonesiens